# 디트마르 샤흐트
디트마르 샤흐트(Dietmar Schacht, 1962년 9월 28일 ~ )는 K리그에 입단한 첫 번째 독일 출신 외국인 선수로 포항제철 축구단(현 포항 스틸러스)에서 활약하였으며 당시 등록명은 샤흐트이다.

## 참고 자료
- 김덕기의 프로축구 30년 - 독일 용병 샤흐트, “한국은 지옥이었다”